# Parrocchie di Barbados

Parrocchie di Barbados

Le parrocchie di Barbados costituiscono la suddivisione territoriale di primo livello del Paese e sono pari a 11.

## Lista
| Localizzazione | Parrocchia    | Popolazione (2010) | Superficie (km2) |
| -------------- | ------------- | ------------------ | ---------------- |
|                | Christ Church | 54 336             | 57               |
|                | Saint Andrew  | 5 139              | 36               |
|                | Saint George  | 19 767             | 44               |
|                | Saint James   | 28 498             | 31               |
|                | Saint John    | 8 963              | 34               |
|                | Saint Joseph  | 6 620              | 26               |
|                | Saint Lucy    | 9 758              | 36               |
|                | Saint Michael | 88 529             | 39               |
|                | Saint Peter   | 11 300             | 34               |
|                | Saint Philip  | 30 662             | 60               |
|                | Saint Thomas  | 14 249             | 34               |

## Evoluzione storica
La denominazione di parrocchie deriva dalla presenza storica della religione anglicana sull'isola. Le dimensioni e i confini di tali ripartizioni erano determinate sulla base dei confini delle piantagioni di cotone, canna da zucchero e tabacco presenti durante il periodo coloniale sull'isola.
A partire dallo sbarco dei coloni inglesi nel 1629 a James Town furono create le sei originarie parrocchie, che erano:
- Christ Church,
- Saint James,
- Saint Lucy,
- Saint Michael,
- Saint Peter e
- Saint Thomas.

In seguito, nel 1645, le concessioni terriere in Barbados aumentarono, portando ad una riconfigurazione dei confini delle sei parrocchie originali, che vennero inoltre ulteriormente suddivise, in modo che un numero ulteriore di cinque parrocchie si aggiunse alle preesistenti:
- Saint Andrew,
- Saint George,
- Saint John,
- Saint Joseph e
- Saint Philip.

Questa modifica portò il numero delle parrocchie a quello attuale, da allora immutato. In maniera del tutto analoga a quella di una parrocchia inglese, ciascuna delle circoscrizioni aveva una sua chiesa o una cattedrale che fungeva da capoluogo della parrocchia stessa. Inoltre, ciascuna di esse eleggeva assemblee locali fino all'abolizione delle stesse avvenuta nel 1967. Attualmente questa suddivisione sta tuttavia perdendo significato, man mano che progetti di sviluppo urbano interessano zone confinanti, rendendo di fatto impossibile parlare di una vera discontinuità.